# لدبتر، کنتاکی
لدبتر (به انگلیسی: Ledbetter) یک منطقهٔ مسکونی در ایالات متحده آمریکا است که در شهرستان لیوینگستون، کنتاکی واقع شده‌است. لدبتر ۱۳٫۸ کیلومتر مربع مساحت و ۱٬۶۸۳ نفر جمعیت دارد و ۱۰۶ متر بالاتر از سطح دریا واقع شده‌است.